# 세르게이 파르호멘코

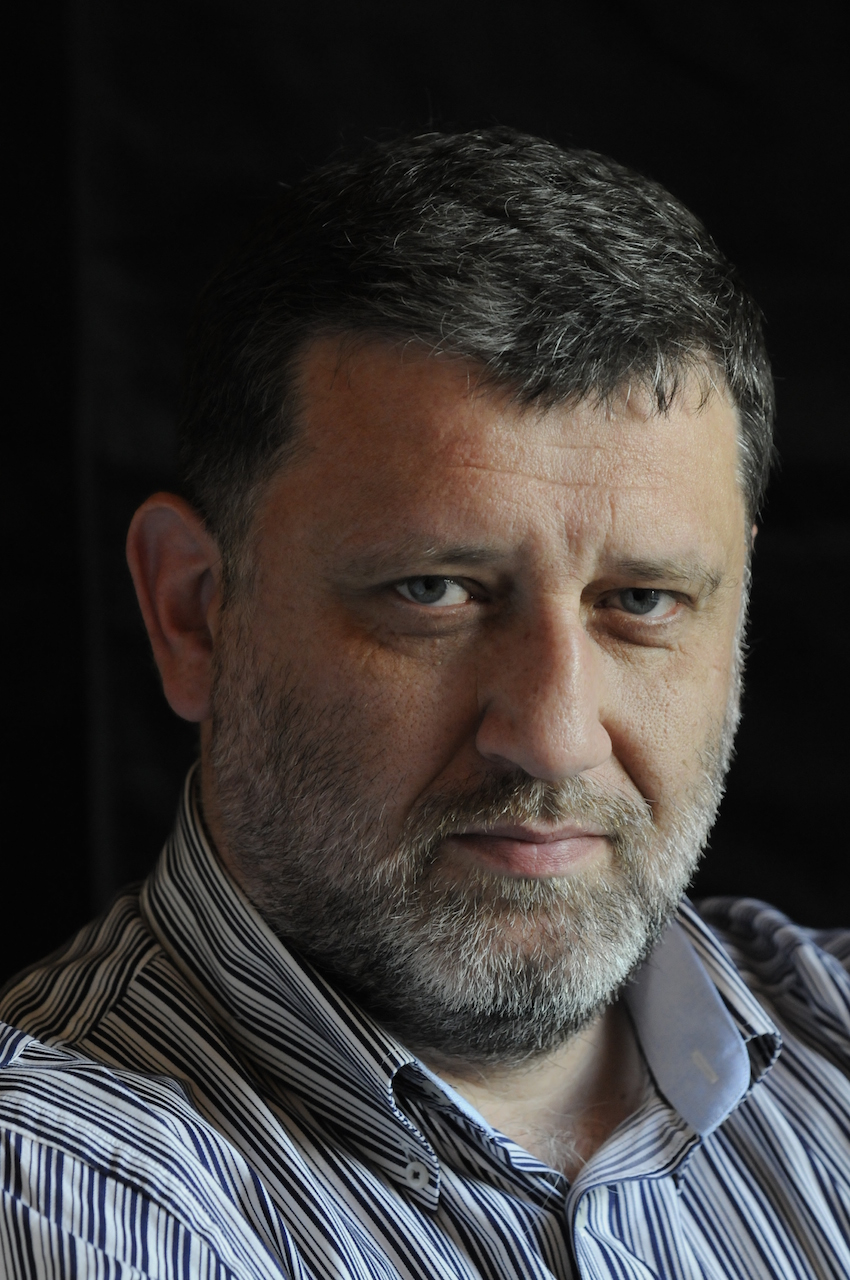
세르게이 파르호멘코

세르게이 보리소비치 파르호멘코(러시아어: Серге́й Бори́сович Пархо́менко, 1964년 3월 13일, 러시아 소비에트 사회주의 연방 공화국, 모스크바 ~)는 러시아의 출판인, 언론인, 정치평론가이다.

## 생애
파르호멘코는 1964년, 모스크바에서 태어나 모스크바 국립대학교 언론학과를 졸업했다. 1990년대 초반에는 네자비시마야 가제타와 세고드냐 (오늘)와 같은 러시아 일간지에서 정치 기자, 칼럼니스트로 일했다.
1996년, 파르호멘코는 뉴스위크와 공동으로 발행하는 러시아 최초의 뉴스 잡지 이토기 (요약)를 창간했다. 파르호멘코는 새로운 소유자가 잡지의 전체 팀을 해고한 2001년까지 이토기 편집장으로 일했다. 이후 파르호멘코는 새로운 뉴스 잡지인 예제데넬니 주르날 (주간 잡지)을 창간했으며, 2003년까지 해당 잡지 편집장으로 일했다.
2004년부터 2009년까지 파르호멘코는 여러 출판사(이노스트란카, 코리브리, 아티쿠스, 코르푸스)를 연속으로 이끌었다. 2009년 가을부터 2011년 말까지 러시아에서 가장 오래된 여행 출판사 보크루그 스베타를 이끌면서 러시아에서 가장 오래된 여행 잡지 보크루그 스베타의 편집장을 맡았다.
2003년부터는 라디오 방송국 모스크바 공감에서 방송되는 정치 토크쇼 Sut' Sobytiy(핵심 문제)를 진행했다.
2016년 가을부터는 워싱턴 D.C. 소재 케넌 인스티튜트의 공공 정책 펠로우 및 수석 고문으로 활동하고 있다.

## 공공 활동
파르호멘코는 다양한 시민 이니셔티브의 입안자 또는 참가자로 알려져 있다. 그는 1994년, 모스크바 언론인 헌장(Moscow Journalists' Charter)의 선포자 가운데 한 명이었다. 2004년에는 2008년 위원회에 가담해 2008년 러시아 대선을 앞두고 "민주 대안"을 찾으려고 노력했다. 파르호멘코는 또한 번쩍이는 불빛이 있는 도로 차량(소방관, 경찰, 구급차 제외)의 특권 위치에 맞서 싸우는 대중 운동 "파란 양동이 협회 "의 입안자이기도 하다. 파르호멘코는 2010년 봄에 협회의 첫 공개 행사를 주최했다.
2011년부터 2013년까지 진행된 러시아의 시민 시위 운동 기간 동안 파르호멘코는 운동을 지도한 인물 가운데 한 명이었다. 2012년 가을, 그는 러시아 야권 조정 위원회의 구성원으로 선출되었다. 파르호멘코는 2011년 겨울부터 2012년 봄까지 모스크바에서 대규모 집회를 조직하는 데 중요한 역할을 했다. 2012년 봄, 파르호멘코는 유권자 연맹을 공동 창립하고, 정부의 부정 선거를 향한 대규모 소송을 시작했다. 이러한 활동의 여파로 2013년 3월, 러시아 연방 헌법재판소 청문회에선 러시아 유권자들이 선거 결과에 직접 항소할 수 있어야 한다고 판결했다.
파르호멘코는 안드레이 로스톱체프, 안드레이 자야킨, 미하일 겔판트와 함께 설립한 자발적인 네트워킹 커뮤니티 디세르네트의 활발한 대중화 활동을 하고 있으며, 이 커뮤니티는 러시아의 박사 논문, 박사 이후 논문 작성시 이루어지는 표절에 맞서 러시아 학계를 정화하는 것을 목표로 활동하고 있다. 파르호멘코는 또한 마지막 주소 프로젝트의 입안자 가운데 한 명이다. 이 프로젝트 (유사한 유럽 프로젝트 슈톨퍼슈타인 기반)는 소련 시대에 정치 박해를 받은 사람의 마지막 집 벽에 작은(손바닥 크기 정도) 기념 명패를 설치하는 프로젝트이다.
2014년, 파르호멘코는 우크라이나 수도 키예프에서 열린 회의 "우크라이나 - 러시아: 대화에 참여했다. 같은 해, 파르호멘코는 국제펜클럽의 러시아 지부인 러시아 펜센터의 일원이 되었다. 2017년, "도발성 활동"으로 그룹에서 제명되었다. 파르호멘코는 러시아 감옥에 수감된 우크라이나 영화 제작자 올레흐 센초프를 지지하지 않은 러시아 펜센터를 비판했다는 이유로 그룹에서 추방되었다고 주장했다.

## 수상
- 1993 – "러시아의 자유 수호자" 메달.[14]
- 2007 – 출판 활동으로 프랑스의 "예술 문화 훈장" (Ordre des Arts et des Lettres)[15]
- 2011 – 보크루그 스베타의 다른 발행인과 함께 러시아 정부가 인쇄 매체 분야에서 종사하는 사람들에게 주는 상을 받았다.[16]
- 2013 – 언론과 인터넷에서 "디세르네트"를 대중화한 공로로 2013년, 언론인에게 주는 상인 "러시아의 황금 펜"을 수상했다.[17]
- 2014 - "디세르네트" 프로젝트와 관련한 "폴리트프로스베트"상.
- 2015년 – 프로젝트 마지막 주소와 관련해 "개인의 사회적 책임" 후보로 2015년 «모스크바 타임스 어워드» 수상.[18]

## 가족
- 기혼. 아내 - 바르바라 고르노스타예바 코르푸스 출판사 편집장[19]
- 아들 3명: 레프, 표트르, 마트베이[20]

## 다큐멘터리
2012년 - 영화 "테름". 감독: 알렉세이 피보바로프, 파벨 코스토마로프, 알렉산드르 라스토게프